# Повардарие
Повардарието (на македонска литературна норма: Повардарие) е географска област в централната част на Северна Македония, разположена по течението на река Вардар от Дервентската клисура на северозапад до границата с Гърция при Гевгелия на югоизток. Южната част на областта е основният винарски регион на страната.